# Amblovenatum
Amblovenatum, rod papratnjača iz porodice Thelypteridaceae, dio reda osladolike. Rasprostranjen je po tropskoj Aziji i Africi. Na popisu je sedam vrsta
Rod je opisan 2009.

## Vrste
1. Amblovenatum distinctum (Copel.) S. E. Fawc. & A. R. Sm.
2. Amblovenatum immersum (Blume) Mazumdar
3. Amblovenatum opulentum (Kaulf.) J. P. Roux
4. Amblovenatum queenslandicum (Holttum) T. E. Almeida & A. R. Field
5. Amblovenatum subattenuatum (Rosenst.) S. E. Fawc. & A. R. Sm.
6. Amblovenatum terminans (Wall. ex Hook.) J. P. Roux
7. Amblovenatum tildeniae (Holttum) T. E. Almeida & A. R. Field